# 鉄斎美術館

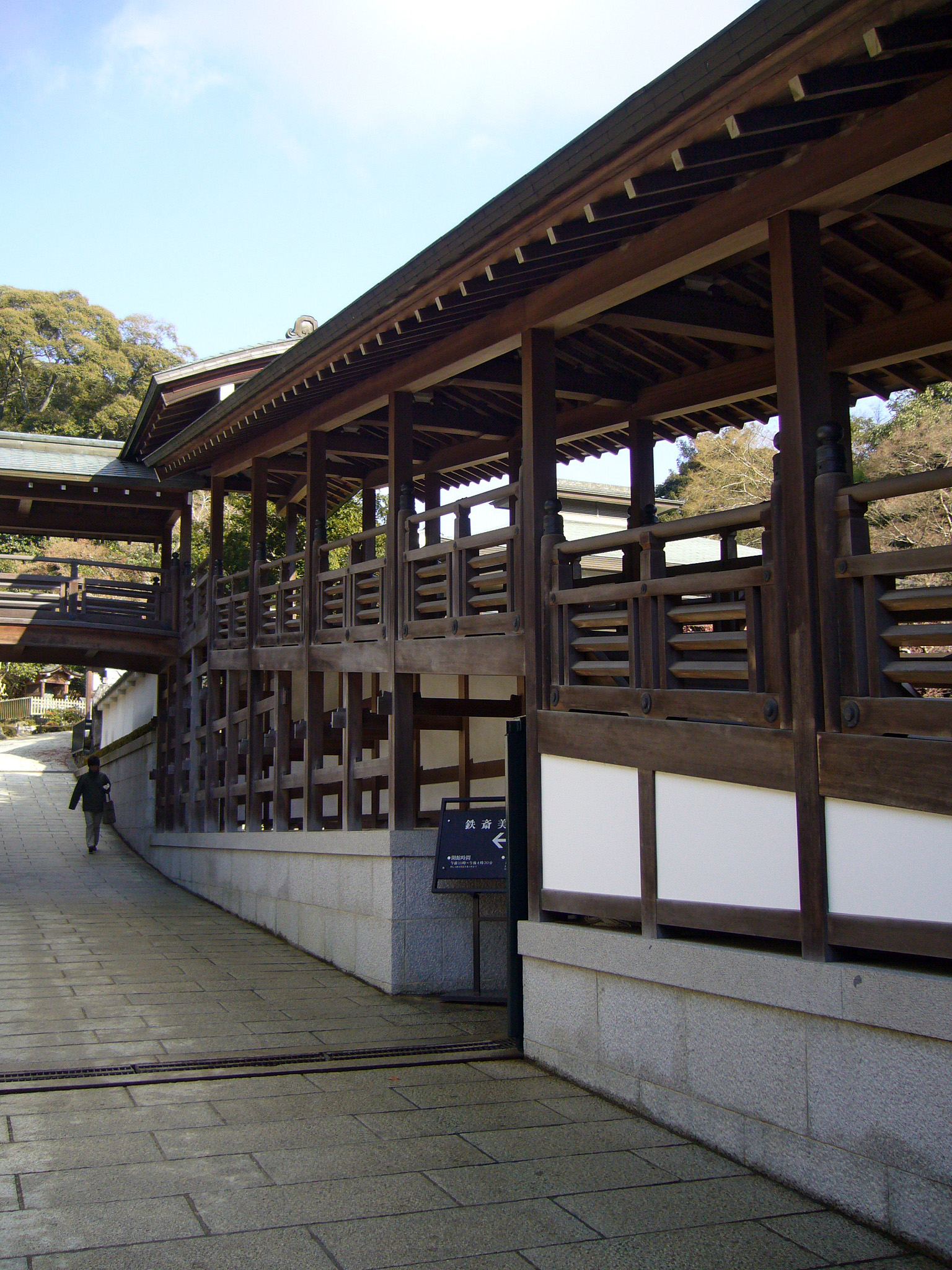
清荒神清澄寺本堂の北東奥にある

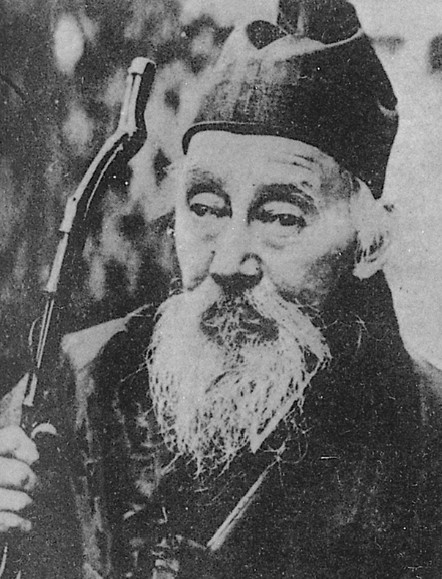
富岡鉄斎

鉄斎美術館（てっさいびじゅつかん）は、兵庫県宝塚市の清荒神清澄寺境内にある美術館。1975年4月に開館。第三十七世法主・坂本光浄が収集した、清荒神清澄寺所蔵の南画家・富岡鉄斎のコレクションを、広く公開展示することを目的に開設された個人美術館である。
本館にあたる「聖光殿」は2018年秋の展覧会を最後に資料整理のための休館が続き、その後の展覧会は別館である「史料館」で行われている。本館時代の展覧会は入場料を徴収していたが、別館に移ってからの展覧会は入場無料となっている。

## 沿革 光浄と鉄斎
坂本光浄は同寺の興隆に尽くした人物だったが、これと同じくらい懸命に取り組んだのは、鉄斎の作品集集だった。光浄が入山した当時、宝塚はようやく宝塚歌劇団が出来たくらいで、光浄はこの地に宗教と文化の花を咲かせたいと願っていた。そんな折、信徒総代で鉄斎と親交のあった西宮の酒造家・辰馬悦叟から、「世の中の流行に動かされず、常に無欲である人格者鉄斎の作品を集めること」を勧められる。そして、辰馬から贈られた「山水図」がコレクション第一号となる。
光浄は修行の傍ら、鉄斎の研究と作品収集に努め、大正11年（1923年）ツテを辿って京都の鉄斎を訪ねた。直接鉄斎にあった光浄は、更に鉄斎の人格と芸術に惚れ込んでいった。やがては鉄斎を清澄寺に招くため、客殿「百錬堂」を建て、同時に茶室「春光庵」も設けられた。百錬は鉄斎後年の号に因み、春光は鉄斎の妻・はる（春子）と、自身の名から取った名付けである。鉄斎は既に高齢だったため、清澄寺来訪は叶わなかったが、代わりに最晩年の作品12点が贈られ、光浄が書の手本を乞うと、鉄斎は『前赤壁賦書』三冊本を届けた。この『前赤壁賦書』は、鉄斎が三日三晩で書き上げ、装丁も鉄斎自身の手による。鉄斎は亡くなる三日前、光浄へ感謝の手紙を書いており、感激した光浄は鉄斎顕彰を新たに決意する。
光浄はその後、鉄斎芸術の公開と振興のため、世界各地で巡回展を行い、フランスのギメ美術館やバチカン美術館、アメリカのボストン美術館、カーネギー研究所、モスクワ東洋文化博物館、東京国立博物館、東京国立近代美術館などに作品を寄贈、その総数は65点になる。これで鉄斎の芸術を世界に広く発信することは出来たが、未だ鉄斎芸術の本質を伝えることは出来ていないと感じ、昭和41年（1966年）研究委員会を発足、翌年には鉄斎研究所を設立、研究誌『鉄斎研究』を発行を目指す。この第1号が出る直前、光浄は95歳で遷化したが、この企画は次代にも引き継がれた（後述）。その間の昭和50年に鉄斎美術館は開館。更に平成11年（1999年）美術館に併設された新収蔵庫が完成し、現在に至っている。
兵庫県博物館協会加盟館。博物館法に基づく兵庫県教育委員会登録博物館である。

## 研究誌『鉄斎研究』
『鉄斎研究』は富岡鉄斎の作品に付された賛文の読解・研究を目的とした研究誌。昭和44年（1969年）から平成8年（1996年）まで、途中休刊を挟みながら第71号まで刊行され、鉄斎を研究する上で欠かすことの出来ない資料である。
鉄斎が「自分の画を見るなら先ず賛を読んで欲しい」と語っていたことはよく知られているが、その賛文を読みこなすのは極めて難事である。鉄斎の書体は癖が強く、年とともに変化し、古字・篆字・隷字・奇字・俗字などを自由に織り交ぜる上に、脱字が散見される。そのため必ず原典を確認しなければいけないが、その原典も稀覯本が多く入手が困難な上、入手できても今度はそれを正しく読みこなすのも難しい。それでも碩学や関係者の協力を得て、該博な知識を持つ鉄斎の讃文の元となる典籍を丹念に調べ上げ、掲載された作品数は1900点になる。その中には若干の贋作が含まれるものの、それも研究という視点からすれば十分参考になるであろう。

## 所蔵品
鉄斎美術館は「聖光殿」の名ももち、前庭の左右には鉄斎とはるの出生地などの名石が配されている。収蔵する鉄斎作品はおおよそで、絵画580点、書90点、清水六兵衛が作陶した陶器や木製・竹製の器物に鉄斎が絵付けたした器玩が100点、粉本350点、書簡が約50点、筆録300点、愛蔵本300点、愛蔵品100点、に及ぶ。現在は、鉄斎の周辺資料の収集にも力を入れているという。他にも、同じ鉄斎愛好家という間柄から、陶芸家・荒川豊蔵とも交流し、豊蔵の半世紀に亘る作陶の歩みが概観できる270点余の作品を蒐集、平成5年（1993年）には豊蔵の地元にある岐阜市歴史博物館に20点の作品を寄贈している。また、地元兵庫の書家で、やはり鉄斎の書に私淑していた森田子龍の書も、「鉄斎美術館」門標、「聖光殿」扁額など35点所蔵している。
年に4,5回の特別展を開催。入館料は、宝塚市立中央図書館内に設けられた「聖光文庫」の美術図書購入基金として、全額宝塚市に寄付されている。

## 建築概要
- 竣工年― 1975年
- 延床面積― 896m2

## 交通
- 阪急宝塚線 清荒神駅 徒歩18分